# Інвер Парк
Інвер Парк — футбольний стадіон у місті Ларн, графство Антрім, Північна Ірландія, домашній стадіон футбольного клубу «Ларн».

## Історія
Земля була придбана Ларном у 1918 році та відтоді постійно використовується як стадіон. У 2010 році офіційна місткість була встановлена з міркувань безпеки на рівні 1 100 місць, з них 656 місць на головній трибуні.
У 2010 році клуб уклав угоду із забудовниками GML, які погодилися побудувати на цьому місці новий стадіон, що відповідає критеріям внутрішньої ліцензії Ірландської ліги, що дасть змогу «Ларну» грати у футбол на найвищому рівні, якщо в майбутньому вони виграють Championship One, в обмін на згоду «Ларна» віддати акр землі, прилеглої до ділянки забудови поруч зі стадіоном. Угода, однак, була відкладена через падіння вартості ринку нерухомості, що змусило GML вдвічі знизити початкову ціну за землю в розмірі 6 мільйонів фунтів стерлінгів.
Під час перебування у власності Кенні Брюса стадіон зазнав значного поліпшення; у 2018 році було злегка відремонтовано Головну трибуну, встановлено нове штучне поле та прожектори, а напередодні сезону 2019–20 NIFL Premiership було збудовано нову трибуну на 600 місць в секторі Bleach Green. У грудні 2020 року розпочалося будівництво ще однієї трибуни на 600 місць у церковному секторі, яке, як очікується, завершиться до весни 2021 року Завершальним етапом розвитку стадіону стане будівництво абсолютно нової головної трибуни та громадського центру, терміни якого поки що не визначені.